# Лисогірський струмок (Київ)
Лисогірський струмок — мала річка у Києві, в місцевостях Лиса гора та Саперна Слобідка в Голосіїівському районі м. Києва, права притока Либеді. Протяжність — близько 1 км.

## Опис
Починається між проспектом Науки та вулицею Лисогірською. Проходить в глибокому Західному Лисогірському ярі, відділяючи Лису гору від головного масиву Київського лесового плато. На момент планування Лисогірського форту Е. І. Тотлебеном (1860-ті рр.) у західній частині Лисої гори на схилі на схід від Лисогірського струмка напроти сучасної вул. Мелітопольської (колишньої вул. Байкальської) знаходився лаврський хутір Коноплянка.
Наразі західний берег струмка забудований приватним сектором Саперної Слобідки.
Струмок зберігся в природному вигляді. Має розвинену природну рослинність. Для його регулювання та зменшення повеневої загрози в гирлі влаштовано став, в якому нерестяться амфібії та наявні риби. Береги ставка поросли осокою прибережною (Carex riparia Curtis.), а також вербами білою та козячою (Salix caprea L.). Тут на водному дзеркалі виявлено також ряску малу (Lemna minor L.).